# Daniel Caspary
Daniel Caspary (Karlsruhe,4 april 1976) is een Duits politicus. Sinds de verkiezingen van 2004 zit hij voor de Christlich Demokratische Union Deutschlands (CDU) in het Europees Parlement als lid van de Europese Volkspartij.